# جيف تارانغو
جيف تارانغو (بالإنجليزية: Jeff Tarango)‏ مواليد 20 نوفمبر 1968 في الولايات المتحدة، هو لاعب كرة مضرب أمريكي سابق كان يلعب باليد اليسرى بدأ مسيرته كمحترف عام 1989، اعتزال اللعب في 2003 وعاد بالفترة بين سنتي (2008-2010).

## روابط خارجية
- جيف تارانغو على موقع رابطة محترفي التنس (الإنجليزية)
- جيف تارانغو على موقع الاتحاد الدولي لكرة المضرب (الإنجليزية)
- جيف تارانغو على موقع خلاصة التنس.كوم (الإنجليزية)
- جيف تارانغو على موقع إي إس بي إن.كوم (الإنجليزية)
- جيف تارانغو على موقع أوليمبيديا (الإنجليزية)